# رخصة جنو للوثائق الحرة
رخصة جنو للوثائق الحرة (بالإنجليزية: GNU Free Documentation License ؛ تختصر: GNU FDL جنو إفديإل أو GFDL جيإفديإل)‏ رخصة متروكة الحقوق للتوثيق الحر، صمّمتها مؤسسة البرمجيات الحرة لمشروع جنو. ومثل جنو العمومية، فإنها تعطي القراء حق النسخ، وإعادة التوزيع، وتعديل العمل، وتتطلب أن تكون كل النسخ والاشتقاقات متوفرة تحت نفس الرخصة. النُسخ يمكن بيعها تجاريا لكن إذا تم إنتاجها بكميات كبيرة (أعلى من 100) يجب أن يتوفر المستند الأصلي أو الكود المصدري لمستلم العمل.
GFDL مصممة للأدلة والكتب النصية وغيرها من المراجع والمواد التعليمية والتوثيق الذي يرافق عادة برمجيات جنو، لكن يمكن استخدامها لأي عمل نصي، بغض النظر عن طبيعته وغرضه؛ على سبيل المثال، ويكيبيديا، مشروع الموسوعة الحرة، تستخدمها لكل نصوصها.

## التاريخ
أُصدرت رخصة الوثائق الحرة على شكل مسودة لأخذ الملاحظات عليها في أواخر 1998. بعد عدة مُراجعات، أصدر الإصدار 1.1 في مارس 2000؛ والإصدار 1.2 في نوفمبر 2002؛ والإصدار 1.3 في نوفمبر 2008. الإصدار الحالي هو 1.3.
أول مسودة نقاش لرخصة جنو للوثائق الحرة 2 أصدرت في 26 سبتمبر 2006، بالإضافة إلى مسودة لرخصة جنو الأبسط للوثائق الحرة.
الإصدار 1.3 من GFDL تضمن عددا من التحسينات، مثل بنود جديدة أُعدت أثناء تنفيذ جنو جيبيإل 3 لتحسين التدويل، وتوضيحات لمساعدة الناس على تطبيق الرخصة على الصوت والفيديو وتخفيف المتطلبات لاستخدام مقتطفات من عمل آخر.
الرخصة المقترحة الجديدة (رخصة جنو الأبسط للوثائق الحرة) ليس فيها مطالب بإبقاء النصوص والأقسام الثابتة. هذا سيقدم خيارات أبسط للمؤلفين الذين لا يرغبون باستخدام هذه المزايا في GFDL.
في 1 ديسمبر 2007، أعلن جيمي ويلز أن جولةً طويلةً من النقاش والمداولة بين مؤسسة البرمجيات الحرة والعموميات الخلاقة ومؤسسة ويكيميديا وآخرين أنتجت طلبا دعمته مؤسسة البرمجيات الحرة والعموميات الخلاقة لتعديل رخصة الوثائق الحرة بشكل يسمح لمؤسسة ويكيميديا بنقل مشاريعها إلى رخصة المشاع المبدع نسبة المصنف إلى مؤلفه - المشاركة على قدم المساواة (CC-BY-SA). هذه التعديلات أضيفت إلى الإصدار 1.3 من الرخصة.

## البنود
المواد المرخصة تحت الإصدار الحالي من الرخصة يمكن استخدامها لأي غرض، طالما توافق الاستخدام مع الشروط التالية:
- يجب أن ينسب العمل إلى جميع مؤلفيه السابقين.
- كل التعديلات على العمل يجب أن تسجل.
- كل الأعمال المشتقة يجب أن تُرخّص تحت نفس الرخصة.
- النص الكامل للرخصة، والأقسام الثابتة غير المعدلة كما حدّدها المؤلف (إن وجدت)، وكل تنصلات الضمان (كتنبيه القراء أن المستند قد لا يكون دقيقا مثلا) وملاحظات حقوق النشر من الإصدارات السابقة يجب أن تُحفظ.
- لا يمكن استخدام التحكم الإلكتروني مثل إدارة الحقوق الرقمية لإعاقة توزيع أو تعديل المستند أو الوصول إليه.

### الأقسام الثانوية
تُفرّق الرخصة بين «المستند» و«الأقسام الثانوية» التي لا يمكن إدراجها مع المستند، لكنها موجودة في صدر المادة أو ملحقاتها. يمكن أن تشمل الأقسام الثانوية معلومات تتعلق بعلاقة المؤلف أو الناشر بموضوع المادة، ولكن ليس المادة نفسها. وعلى الرغم من أن المستند يمكن تعديل كل أجزائه، ومغطى برخصة مشابهة رخصة جنو العمومية (لكنها تتعارض معها)، فإن على بعض الأقسام الثانوية بعض القيود التي صُمِّمت لتكفل الإشارة الملائمة للمؤلفين السابقين.
وبشكل أكثر تحديدًا، فإن مؤلفي النسخ السابقة يجب أن يُعرّفوا، والأقسام الثابتة التي حدّدها المؤلف الأصلي (والتي تتناول علاقته بالمادة) لا يمكن أن تُعدّل. يجب أيضا أن يُغيّر عنوان المادة إذا عدلت (إلا إذا أذن المؤلفون السابقون بإبقاء العنوان).
الرخصة أيضا مجهزة للتعامل مع الغلاف الأمامي والخلفي للكتب، بالإضافة إلى أقسام «التاريخ»، و«الشكر والعرفان»، و«الإهداء»، و«الضمانات». أضيفت هذه المزايا بعد استشارة عدد من الناشرين التجاريين لتجعل من الرخصة أكثر جذباً ا لناشري توثيق البرمجيات،

### الاستخدام التجاري
تتطلب GFDL القابلية ل«نشر وتوزيع المستند في أي وسيط سواءً لغرض تجاري أو غير تجاري»؛ إن المواد التي تقيد إعادة الاستخدام التجارية تتعارض مع الرخصة ولا يمكن أن تدمج مع العمل، لكن دمج مثل هذه المواد المقيدة قد يكون استعمالا عادلا تحت قانون حقوق نشر الولايات الأمريكية (أو التعامل العادل في بعض الدول الأخرى) ولا يحتاج إلى إذن لتدمج مع GFDL إذا غطى الاستخدام العادل كل الاستخدامات اللاحقة.

### التكامل مع CC-BY-SA
على الرغم من أن الرخصتين يعملان على نفس مبدأ الحقوق المتروكة، إلا أن GFDL غير متكاملة مع رخصة المشاع المبدع نسبة المصنف إلى مؤلفه - المشاركة على قدم المساواة (CC-BY-SA). لكن الإصدار 1,3 أضاف قسما جديدا يسمح لأنواع محددة من المواقع التي تستخدم GFDL أن تنتقل إلى رخصة CC-BY-SA هذه الإذن يسمح للمشاريع التعاونية المرخصة تحت GFDL بالتحول إلى رخصة CC-BY-SA 3.0 (والذي كان سيطلب بدون هذا الإذن العام إذنًا من كل مؤلف) إذا وفي العمل بالشروط التالية:
- يجب أن يكون العمل منشورا على «موقع تعاوني ضخم متعدد المؤلفين» (MMC)، مثل الويكي العمومية على سبيل المثال.
- إذا كانت مواد خارجية منشورة على MMC موجودة حاليا على الموقع، يجب أن يرخص العمل تحت GFDL الإصدار 1.3، أو رخصة سابقة لكن مع تصريح «أو أي إصدار لاحق»، بدون نصوص الغلاف أو الأقسام الثابتة. إذا لم يكن أساسا منشورا على MMC، يمكن فقط إعادة ترخيصها إذا كانت مضافة إلى MMC قبل الأول من نوفمبر 2008.

أذونات القسم 11 تنتهي بعد الأول من أغسطس 2009. تم ذلك لمنع اعتبار البند معيار توافق عام. أشارت مؤسسة البرمجيات الحرة إلى أن كل المحتويات المضافة قبل الأول من نوفمبر إلى ويكيبيديا تستوي الشروط الشروط.

## التطبيق
ويكيبيديا (المستخدمة الأشهر لGFDL) لم تحاكم أحدا لأجل فرض رخصتها. وعلى الرغم من أن بعض المواقع تستخدم محتوياتها بشكل يخالف الترخيص المعطى، إلا أن مساهمي ويكيبيديا لم يطالبوا بمحاكمة أحد.

## الانتقادات
أبدى مشروع دبيان اعتراضه، فلقد صوّت مطوروا دبيان على اعتبار الأعمال المرخصة تحت GFDL متوافقة مع إرشادات البرمجيات الحرة لدبيان فقط إذا لم تستخدم بند الأقسام الثابتة. هذا النقد أوصى باستخدام تراخيص بديلة كرخصة المشاع المبدع نسبة المصنف إلى مؤلفه - المشاركة على قدم المساواة 3.0، أو رخصة توثيق بيإسدي، أو حتى جنو جيبيإل؛ لأنهم اعتبروا GFDL غير حرة. هذا يعود إلى سماح GFDL بنصوص «ثابتة» لا يمكن تعديلها أو إزالتها وأن منعها أنظمة إدارة الحقوق الرقمية يطبق حتى على الاستخدام الصحيح مثل «النسخ الخاصة المُنشأة وغير الموزعة».

### بند إدارة الحقوق الرقمية
تتضمن GFDL العبارة:
انتُقدت هذه اللغة لأنها فضفاضة، ولأنها تنطبق حتى على النسخ الخاصة غير الموزعة. هذا يعني أن الرخصة لا تسمح بحفظ نُسخ مستند أنشئت بصيغة ملف مملوكة أو باستخدام التعمية.
في 2003، قال ريتشارد ستولمن عن العبارة أعلاه على قائمة البريدية:

### الأقسام الثابتة
يمكن أن يشق استخدام أعمال GFDL لأن عنونا جديدًا يجب أن يعُطى وقائمة بالعناوين السابقة يجب أن تبقى، هذا يمكن أن يقود إلى وجود سلسلة كاملة بعناوين الصفحات والإهداءات، في كل نسخة من الكتاب إذا كان أصله قديمًا، لا يمكن إزالة هذه الصفحات حتى يتحول العمل إلى الملكية العامة بعد انتهاء حقوق النشر.
قال ريتشارد ستولمن عن الأقسام الثابتة على قائمة debain-legal البريدية:

### GPL غير متوافقة في كلا الاتجاهين
GFDL غير متوافقة في كلا الاتجاهين مع جيبيإل: لا يمكن وضع مادة GFDL لا يمكن وضعها في كود GPL ولا يمكن وضع كود GPL في دليل GFDL.
في الثاني والعشرين والثالث والعشرين من يونيو 2006 في مؤتمر جيبيإل 3 الدولي في برشلونا، أشار إبين موجلين إلى أن الإصدار القادم من جيبيإل يمكن ملاءمته للتوثيق.

### صعوبة الطباعة
تطالب GFDL المرخص لهم عند طباعة مستند مغطى بالرخصة بوجوب أن يتضمن «الرخصة وإشعارات حقوق النشر وإشعار يقول أن الرخصة مطبقة على هذا المستند». هذا يعني أن المرخص له إذا طبع نسخة من مقالة مغطى نصها بGFDL، يجب أن يُضمّن ا|شعار حقوق النشر ونسخة مطبوعة من GFDL والتي تشكل مستندا طويلًا بحد ذاتها. الأمر ذاته مطلوب عن استخدام صورة واحدة مُرخصّة تحت GFDL بشكل مستقل.

### الأنساق الشفافة
تعريف «نسق شفاف» معقد، وقد يكون صعب التطبيق. على سبيل المثال، مطلوب أن تكون الرسومات بنسق يسمح لها أن تنقح مباشرة باستخدام «بعض محررات النصوص المتاحة بشكل واسع» تعريف «المتاحة بشكل واسع» فد يكون صعبًا وقد يتغير مع الزمن. على الرغم من أن المحرر الحر إنكسكيب -على سبيل المثال- يتحسن بسرعة، إلا أنه لم يصل بعد إلى الإصدار 1.0. هذا القسم -الذي أعيدت كتابته بين الإصدار 1.1 والإصدار 1.2 من الرخصة- يستخدم مصطلحي «المتاحة بشكل واسع» و«مملوك» بدون تعريفها. عند فهم الرخصة حرفيًا، فإن الإشارة إلى «محررات نصوص عامة» يمكن أن تعني الأنساق التي لا يستطيع البشر قرائتها، حتى لو تمكن محرر نصوص حر من فتحها. لكن عند فهمها بشكل أوسع، فإن نسق مايكروسوفت وورد.doc يمكن أن يعتبر نسقا شفافا، لأن.doc يمكن تحريره باستخدام أوبن أوفيس.أورغ، وهو بلذلك ليس من «التي يمكن أن يقرأها ويحررها فقط معالج نصوص مملوك».

## وصلات خارجية
- الموقع الرسمي
- دليل لتراخيص التوثيق الجديدة
- برمجيات حرة أدلة حرة، مقالة بقلم ريتشارد ستولمن.